# Catherine Deshayes
Catherine Deshayes, dita La Voisin (Paris, c. 1640 – Paris, 22 de fevereiro de 1680), foi uma suposta feiticeira francesa, famosa por ser um dos personagens principais do famoso "Caso dos Venenos".
Quiromante, aborteira e promotora de Missas Negras, envolveu-se no "Caso dos Venenos", possivelmente agindo por influência de Madame de Montespan, antiga amante oficial (maîtresse-en-titre) de Luís XIV de França. Através do uso de sortilégios, Madame de Montespan pretendia recuperar os favores do rei, que  passara a preferir Mademoiselle de Fontanges.
Julgada juntamente com 36 cúmplices, Catherine Deshayes foi condenada à morte e queimada na Praça de Grève em 22 de Fevereiro de 1680. Quanto a Madame de Montespan, esta não foi molestada, graças à proteção do rei, e continuou a frequentar a Corte, apesar de cair em desgraça.

## Contexto
A sociedade francesa como um todo passa por um período de grande medo dos envenenadores. Qualquer mulher cujo marido morresse de causas naturais, ou que se queixasse ao médico de dores para as quais este não tinha remédio, era imediatamente acusada de lidar com venenos, e de bruxaria. Isso se acentua quando, em fevereiro de 1677, foi encontrado um documento que revela um plano para envenenar o Rei. O estado francês começou então uma grande busca à pessoas que se envolviam com a criação de venenos. No mesmo período, uma mulher chamada Lagrange, cujo verdadeiro nome era Madeleine Guenisseau foi presa, e, em seu interrogatório, revelou que foi a primeira a ensinar o uso do veneno, e de colocá-lo nas mãos de diferentes pessoas, esta foi executada em setembro de 1679.

## Personalidades do caso

### La Reynie
O chefe da polícia da época, e uma coincidência ajuda-o a colocar os olhos no próximo caso. Ele recebe uma visita de Desgrez, o homem que dois anos atrás prendera a marquesa de Brinvilliers conta que, em um jantar para o qual havia sido convidado, ouviu de uma mulher bêbada demais uma acidental confissão de vender venenos. Os dois então armaram uma emboscada para flagrar Marie Bosse.

### Marie Bosse
Marie, que já fora presa por dinheiro falso, era viúva. Admitiu ter conhecido Lagrange, na casa de Voisin, uma adivinhadora. Foi entregada no interrogatório da senhora Poulaillon, uma mulher casada com o diretor das Águas e Florestas também é entrevistada. Ela gastava muito com um amante, La Rivière, e queria matar o marido. Adquiriu um veneno com Bosse, que lhe vendeu arsênico. Mas o marido teve a vida salva pela governanta, e, para não fazer escândalo, não dá queixa na polícia. A senhora Poulaillon veio a se tornar, mais tarde, a primeira prisioneira de categoria da investigação de La Reynie. Na revista na casa de Marie Bosse são encontradas outras suspeitas, dentre elas, a Vigoureux.

## Voisin
No dia 10 de janeiro, La Reynie recebeu autorização do Rei para abrir um inquérito. Então no dia 18 de fevereiro de 1676, ele questionou Vigoureux, em uma sala da Bastilha, onde ela revelou conhecer um homem chamado Lesage, por intermédio de Voisin. Vigoureux mencionou Voisin mais uma vez, dizendo que Voisin e Lesage eram amantes, mas que a mulher era insaciável e tinha muitos outros, inclusive o carrasco da França, o homem que cortou a cabeça de Marie Brivalliers.
Com esse depoimento, La Reynie resolveu deter Voisin, que foi presa no dia 12 de março, um domingo, enquanto saía da missa. Seu nome verdadeiro era Catherine Deshayes, 42 anos, e trabalhava como advinha. Três dias após a detenção de Voisin, a madame de Mostespan deixou a Corte de Versalhes às pressas. Os subordinados de Desgrez também apreenderam Lesage.

## A comissão do arsenal (ou comissão ardente)
Louvois, Ministro da Guerra francês, temia uma possível publicidade dessas revelações, que com certeza seriam feitas sob tortura, e por isso pediu a La Reynie que uma “comissão especial” fosse responsável por julgar unicamente os envenenadores. A decisão teve o apoio do Rei, que reconheceu a necessidade de certa discrição. Todos os escolhidos pelo Rei são da elite, e possuem ou vão possuir uma grande reputação no futuro. O Rei proibiu que as mulheres da Corte fossem perseguidas, deixando de condenar as esposas de parlamentares ou burgueses. O tribunal ganhou o nome de “comissão do arsenal”, mas acabou ficando conhecido como “câmara ardente”, uma alusão às salas nas quais os bruxos e bruxas eram presos na Idade Medieval.
O Rei decretou também, em 7 de abril de 1679, que a comissão do arsenal trata-se de um tribunal de exceção, cujos assuntos eram secretos e que não aceitavam recursos. Louvois dominou quase completamente a liderança, apesar de ser apenas um militar. A primeira sessão aconteceu no dia 17 de abril do mesmo ano.

## As acusações contra Voisin

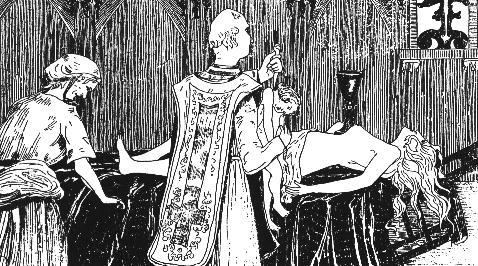
Gravura por Henry de Malvost no livro Le Satanisme et la Magie por Jules Bois que descreve uma Missa Negra no Caso dos Venenos com o assassinato ritual de uma criança perpetrado por Étienne Guibourg no corpo de Madame de Montespan, na presença de La Voisin

A primeira sessão revelou que, na casa de Bosse, foram encontrados arsênico, vitríolo, pó de camarão, aparas de unhas, sangue menstrual, pó de cantárida (ingredientes considerados afrodisíacos, ou venenosos). A acareação entre Vigoureux e Bosse revelou que as mulheres conheciam ao menos outras quatrocentas pessoas em Paris que também mexiam com venenos. Quando foi a vez de Bosse e Voisin, as duas se atacaram mutuamente, Bosse acusou Voisin de ter tentado envenenar o marido, de ter vendido venenos à duas mulheres da corte, Senhora Dreux e Senhora Leféron, e de ter praticado abortos. La Reynie mandou prender as senhoras, a primeira que havia sucedido em matar o marido, e a segunda que havia tentado. As prisões causaram grande comoção na França.
No dia 28 de abril de 1679, Vigoureux e Bosse foram levadas ao tribunal. Não é sequer preciso utilizar a tortura, pois as duas rapidamente começam a entregar outros nomes. O magistrado fica sabendo dos nomes de várias outras “advinhas”, e cada uma denuncia aquelas que consideram concorrentes. Mas ambas concordam que Voisin é a mais perigosa. Os nomes entregados por Vigoureux e Bosse são presos.
Quando Voisin e Vigoureux são colocadas juntas, começam afirmando que não desejam censurar uma a outra, mas logo começam a surgir as acusações.

### As confissões e execuções de Bosse, Vigoureux e Ferry
Vigoureux, Bosse, seus filhos, e mais uma senhora Ferry, acusada de envenenar o marido foram submetidos à tortura nos dias 4, 5 e 6 de maio. Ferry foi acusada de ter obtido os venenos e os utilizado para matar o marido. Foi sentenciada a ter o pulso direito cortado, e depois ao enforcamento. Vigoureux e Bosse foram sentenciadas a confessar seus crimes em Notre-Dame, com uma corda no pescoço, e segurando um peso (1kg) ardente. Depois seriam queimadas vivas e teriam suas cinzas jogadas ao vento. Antes disso, porém, precisavam passar por tortura ordinária e extraordinária. Durante a tortura, Vigoureux revela mais alguns nomes, dentre eles o do marechal de Luxemburgo. Não resiste ao processo, e morre de congestão cerebral. Bosse dura mais, entrega também o nome do marechal, e mais alguns. Por não suportar a tortura da agua (a mesma infligida à marquesa de Brivilliers), é utilizado o aparelho de tortura nos pés (aparelhos que se iam apertando cada vez mais com a ajuda de cunhas).
Bosse e Ferry foram queimadas vivas em Notre-Dame, e seus filhos, obrigados a assistirem.

### A senhora Poulaillon
O julgamento da senhora de Poulaillon era perigoso, porque, justamente como Dreux e Leféron, o resultado poderia revoltar a burguesia e os parlamentares contra os magistrados do Arsenal. No fim, ela foi condenada a exílio em um convento, e o escrivão ainda a elogiou muito o “seu espírito” no relatório.

## Voisin e Lesage
La Reynie compreendia, no entanto, que nenhum dos julgados até então se comparava à Voisin, e seu amante Lesage, ou sua amiga Lepère. Escreveu então à Louvois, pedindo permissão para começar os inquéritos deles, que, por sua vez, pediu permissão ao rei Luís XIV consentiu.
Voisin foi interrogada no dia 7, revelando ainda mais nomes de clientes. Mas no dia 9 foi acareada com Lesage, o amante. Os dois também se acusaram mutualmente. Voisin o acusou de feitiçaria e de moeda falsa, e Lesage a acusou de ter tentado mata-lo com veneno, uma certa vez na qual ficara doente e pedira o auxílio dela. A acareação foi composta de insultos de ambas as partes, de uma forma que faz até o escrivão se perder. No mesmo dia, Voisin também foi confrontada com Lepère, que acusa a amiga de ter lhe levado garotas para virarem suas aprendizas (na prática do aborto).
Lepère foi submetida à tortura, porém branda, porque era de idade avançada, mas acabou não revelando nada. O magistrado decidiu enforca-la naquele mesmo dia. O caso de Voisin foi retomado em 12 de setembro. Ela disse deixar o julgamento nas mãos de Deus, e que se estava demorando para falar, era porque não queria prejudicar ninguém. Admite ter vendido veneno às duas senhoras (Leféron e Dreux) e que tentou envenenar o marido, mas que a empregada, Margot, havia impedido. No entanto, começa a ser prolixa. Numa carta endereçada ao Rei, Louvois escreveu que ela denunciou a senhora Vivonne (cunhada de Montespan). assim como a Senhora de La Mothe, e que as duas haviam pagado para se desfazerem de seus maridos, por intermédio de Lesage. No dia 17 de setembro, o amante foi ouvido novamente. Leu-se nas anotações de La Reynie sobre o dia que: Lesage revelou que a Voisin tinha muito dinheiro, cerca de 100 mil escudos, e que planejava sair do país. Lesage também fala pela primeira vez da madame de Montespan.
Voisin e Lesage eram realmente os dois principais autores dos crimes, e compreendiam que confissões mais claras eram o melhor modo para obterem a clemência do rei. Mas Luís XIV ficou assustado com as declarações da Câmara Ardente, pois não queria que o resto da Europa soubesse quão ruins eram os membros da sua corte. Isso o levou a ter mais discrição e privacidade nos casos, o que fez com que muitos detalhes ficassem perdidos no tempo, principalmente no que diz respeito à Senhora de Montespan, uma de suas amantes favoritas. Lesage e Voisin começaram então a revelar os nomes da nobreza, o que assustou ainda mais Luís XIV, temeroso de que o escândalo se espalhasse.
Conforme o interrogatório de Voisan vai prosseguindo, ela é questionada sobre várias viagens dentre estas uma até a casa de Monstespan, que um dia fora a amante favorita do rei na época, esta com o aparecimento de uma nova preferida passa a contatar Voisin, percebe-se então que o processo em andamento deixa de ser apenas casos de envenenamento e bruxaria mas sim crimes que poderiam via a atingir o rei visto seu relacionamento com Montespan.
Lesage passa então a delatar grande parte daqueles que fizeram negócios com Voisan, chocando Louvois que ao repassar a informação ao rei coloca que era complicado acreditar no envolvimento de tanta gente mas era mais improvável ainda que Lesage estivesse inventando tantos nomes.
No dia 14 de setembro, Louvois redigiu uma carta ao embaixador do rei em turim que pedia a prisão de Broglio, refugiado em Savoia e havia envenenado o antigo marido de sua atual esposa, mostrando o quanto o caso já havia se espalhado para limites além da França.
Em 6 de outubro de 1679, Lasage é interrogado novamente e cita o marechal de Luxembugo como um de seus clientes, que queria que seu filho se casasse com a senhorita de Louvois e depois esta morresse. Mais tarde Louvois é aconselhado a prometer perdão real a Lasage para que assim não ocultasse mais nada em seus depoimentos e este o fez.
Voisin ao saber do suposto perdão concedido a Lasage decide então fazer uma declaração extensa acusando a condessa de Soisons, a condessa de Roure e a viscondessa de Polignac de terem ido procurá-la com a finalidade de solucionar o problema com a nova favorita do rei, La Vallière, o que vem a ser confirmado no depoimento de Lasage mais tarde.
Em 28 de novembro, Lasage volta a câmara ardente e fala das chamadas missas negras, acusando padres e chocando quem escutava tal depoimento.
Consegue-se atrair Filastre que fala pela primeira vez que tentara entrar no serviço de Fontanges e estar a serviço de Montespan, demonstrando que gostaria assim de se aproximar do rei.

## Julgamento
E no dia 29 de dezembro de 1679, dá-se inicio ao julgamento de Voisin, onde acontece o comparecimento de diversas testemunhas já citadas antes como Filastre que apenas repetem o que já haviam declarado. Em 23 de janeiro o rei emite mandados de captura contra a senhora d’Alluye, senhora Pollignac e o duque de Luxemburgo, para serem ouvidos ainda se tem a senhora de Tingry, a duquesa de Boullion e a condessa du Roure, no entanto a maioria destas pessoas já está preparada para o que estava por vir e estão fora do país, o rei pede ainda que a condessa de Soison e a senhora d’Alluye sejam igualmente  poupadas, pelo fato destas terem adentrado ao mundo das bruxarias por culpa do próprio rei.
Em 25 de janeiro é colocado que o rei queria a suspensão do julgamento até o dia 15 de fevereiro do mesmo ano, mesmo assim continua-se os interrogatórios, volta-se ao julgamento normal dentro do prazo estipulado, durando três dias, não se consegur extrair mais nenhuma informação que já não se tivesse conhecimento e Voisin é condenada à morte, sentença é executada dia 22 de fevereiro segundo a qual é posto que deveria ser queimada viva e assim o fazem.

## Documento
- Extratos de uma carta de Madame de Sévigné a sua filha, datada de sexta-feira, 23 de Fevereiro de 1680:

Vou lhe falar apenas de Madame Voisin; não foi na quarta-feira, como havia lhe dito, que ela foi queimada, foi somente ontem. Ela sabia de sua sentença desde segunda-feira, coisa bastante extraordinária. De noite ela disse a seus guardas: « O que? Nós não vamos fazer "médianoche"? » Ela comeu com eles à meia-noite, por capricho, já que não era dia magro; ela bebeu bastante vinho, cantou vinte canções sobre bebida ».
(...) às cinco horas, eles amarraram suas mãos; e, com uma tocha nas mãos, ela apareceu sobre a carroça, vestida de branco: é uma espécie de hábito para ser queimada. Ela estava bastante corada e podia-se notar que afastava o confessor e o crucifixo com violência. Em Notre Dame, não quis pronunciar a amende honorable e, em frente ao Hôtel-de-Ville, debateu-se o quanto pode para sair da carroça: foi puxada com força, colocada sobre a fogueira, sentada e ligada com ferro. Cobriram-na de palha. Ela vociferou bastante. Afastou a palha cinco ou seis vezes; mas, por fim, o fogo aumentou e ela foi perdida de vista e suas cinzas voam pelo ar agora. Esta foi a morte de Madame Voisin, célebre por seus crimes e impiedades.